# Rustaq (Afghanistan)
Rustaq is een stad van de provincie Tachar, in het noordoosten van Afghanistan. De bevolking werd in 2006 geschat op 10.500 inwoners.